# Дубрава (приток Байгоры)
Дубрава — река в России, протекает по Грязинскому району Липецкой области. Левый приток Байгоры.

## География
Река Дубрава берёт начало рядом со станцией Прибытково и деревней Дубрава. Течёт на северо-восток. Впадает в Байгору у южной границы города Грязи, в 5,1 км от устья Байгоры. Длина реки составляет 11 км, площадь водосборного бассейна — 43,8 км².

## Данные водного реестра
По данным государственного водного реестра России относится к Донскому бассейновому округу, водохозяйственный участок реки — Матыра, речной подбассейн реки — бассейны притоков Дона до впадения Хопра. Речной бассейн реки — Дон (российская часть бассейна).
Код объекта в государственном водном реестре — 05010100412107000002987.